# آبینسک
شهر آبینسک (به روسی: Абинск) در کشور روسیه و در کرای کراسنودار واقع شده‌است.